# Бончалка
Бончалка (пол. Bączałka) — село в Польщі, у гміні Бжостек Дембицького повіту Підкарпатського воєводства.
Населення — 265 осіб (2011).
У 1975-1998 роках село належало до Тарновського воєводства.

## Демографія
Демографічна структура станом на 31 березня 2011 року:
|          | Загалом | Допрацездатний вік | Працездатний вік | Постпрацездатний вік |
| -------- | ------- | ------------------ | ---------------- | -------------------- |
| Чоловіки | 147     | 36                 | 98               | 13                   |
| Жінки    | 118     | 21                 | 71               | 26                   |
| Разом    | 265     | 57                 | 169              | 39                   |